# Nancy Lieberman
Nancy Elizabeth Lieberman, född 1 juli 1958 i Brooklyn i New York, är en amerikansk baskettränare och före detta basketspelare. Hon anses vara en av de största profilerna någonsin inom amerikansk dambasket. Sedan 2015 är hon assisterande tränare för NBA-laget Sacramento Kings. Som spelare hade hon positionen point guard.
Nancy Lieberman var, endast 18 år gammal, med och tog OS-silver 1976 i Montréal. Detta var första gången damerna fick delta i baskettävlingarna vid olympiska sommarspelen, och således USA:s första OS-medalj i dambasket. Hon är född judinna men har konverterat till kristendom.